# داریوش بزرگ
داریوش بزرگ یا داریوش یکم (پارسی باستان: 𐎭𐎠𐎼𐎹𐎺𐎢𐏁 دارَیَوَهوش؛ زبان یونانی: Δαρεῖος Dareios؛ پارسی‌میانه:داراو/دارای؛ ح. ۵۵۰ – ۴۸۶ پ. م) مشهور به داریوش بزرگ، چهارمین شاهنشاه از شاهنشاهی هخامنشی در فاصلهٔ سال‌های ۵۲۲ تا هنگام مرگش در ۴۸۶ پیش از میلاد، بود. او فرزند ویشتاسپ و داماد کوروش بزرگ (از طریق ازدواج با دخترش آتوسا) بود. در دوران فرمانروایی او، شاهنشاهی در بزرگ‌ترین گسترهٔ خود بود که بخش زیادی از غرب آسیا، بخش‌هایی از بالکان‌ها (اسکودرا-مقدونیه) و قفقاز، بخش اعظم نواحی ساحلی دریای سیاه، آسیای مرکزی، دره سند در خاور دور و نیز بخش‌هایی از شمال آفریقا و شمال شرقی آفریقا از قبیل مصر، شرق لیبی و سواحل سودان را در بر می‌گرفت.
پیش از آغاز فرمانروایی داریوش، گئومات به عنوان بردیا پسر کوروش ادعای پادشاهی کرد. داریوش پس از سرنگونی گئومات، بر تخت پادشاهی نشست. او در سرتاسر شاهنشاهی با شورش‌هایی روبه‌رو شد. یکی از رخدادهای اواخر زندگی داریوش، لشکرکشی به‌منظور فتح یونان و مجازات آتن و ارتریا به‌دلیل شرکت در شورش ایونیان بود. به رغم آنکه لشکرکشی‌های داریوش در نهایت به شکست در نبرد ماراتون انجامید، او موفق شد تراکیه را بار دیگر مطیع خود سازد و شاهنشاهی هخامنشی را از لحاظ مرزی به‌وسیلهٔ فتوحاتش در مقدونیه، کیکلادها و جزیره ناکسوس و همچنین شهر غارت‌شدهٔ یونانی ارتریا گسترش دهد.
داریوش با تقسیم مناطق فتح‌شده به استان‌های وابسته به هخامنشیان که توسط ساتراپ‌ها اداره می‌شد، شاهنشاهی را سامان داد. او ضرب سکه‌های هخامنشی را به‌عنوان نظام پولی یک‌دستِ جدید سازماندهی کرد و زبان آرامی را در کنار پارسی، به زبان رسمی مشترک شاهنشاهی تبدیل کرد. او همچنین با ساخت راه‌ها و معرفی سامانه‌های توزین و اندازه‌گیری استاندارد، شاهنشاهی را در وضع بهتری قرار داد. به‌واسطهٔ این تغییرات، شاهنشاهی هخامنشی متمرکز و یکپارچه شد. داریوش در پروژه‌های سازندگی سرتاسر شاهنشاهی نقش داشت؛ این پروژه‌ها عمدتاً بر شوش، پاسارگاد، تخت جمشید، بابل و مصر متمرکز بود. به‌منظور ثبت فتوحاتش، داریوش سنگ‌نوشته بیستون را در کوه بیستون تراش‌کاری کرد که بعدها مدرک مهمی برای زبان پارسی باستان شد.
داریوش در ۴۸۶ پیش از میلاد درگذشت. جسد او را مومیایی و در نقش رستم که او در حال آماده‌سازی آن بود، دفن کردند. به داریوش در کتاب‌های حجی، زکریا، و نحمیا (متعلق به کتاب مقدس عبری) اشاره شده‌است.

## نام
داریوش در زبان لاتین «دَرَیوس»، زبان یونانی «داریوس» و در پارسی باستان «دارَیَوَهوش» تلفظ می‌شود. شکل این نام در زبان عیلامی «داریامائویس»، در زبان اکدی «داریاموس» و در زبان آرامی «دِرایس» و «دِرایوس» است و احتمال می‌رود نام یونانی دیگرش «داریائوس» باشد. این نام در زبان پارسی باستان به‌معنای «استوار نگهدارِ نیکویی» می‌باشد.
داریوش که نام کامل آن «داریا وهومنه» (Darya- Vahumanah) بوده یعنی آن کس که پندار نیک را پشتیبانی می‌کند، کلمه زردشتی است و این اسم تقریباً منطبق می‌شود با یک عبارت از «گاثاها» (یسنا: ۷–۳۱).

معادل نام داریوش در فارسی نو، دارا است. این نام، به ترتیب متحول گشته کلمات Dārāw از Dāryāw است که در نهایت از Dārayavau- فارسی باستان نشئت گرفته شده‌است. داراب، نام دو شاه خاندان اسطوره‌ای کیانی است.

## منابع برای تاریخ‌نگاری زندگانی داریوش بزرگ

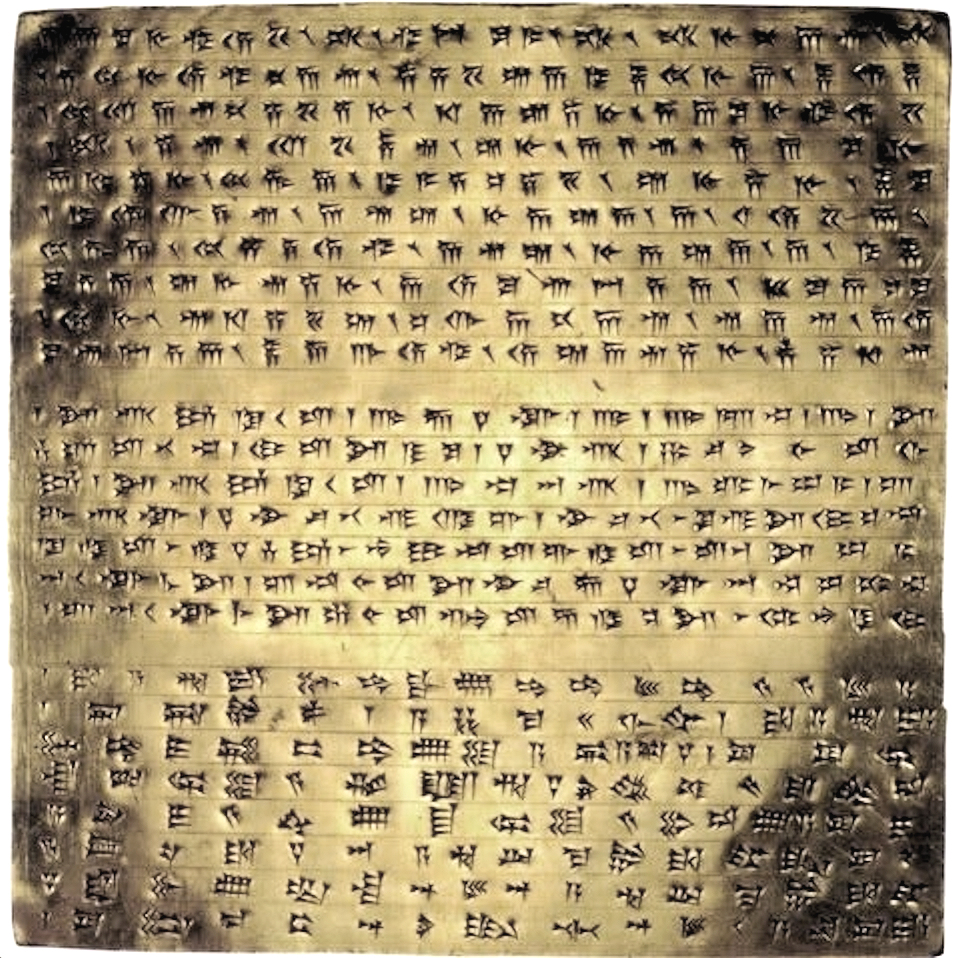
یکی از دو لوح طلایی داریوش بزرگ به تاریخ ۵۱۰ پیش از میلاد مسیح. دو لوح نقره‌ای دیگر هم در دسترس است. سه لوح آن به‌طور قاچاق از ایران سرقت شد و در موزه‌های انگلستان نگهداری می‌شود. متن هر چهار لوح یکسان می‌باشد.

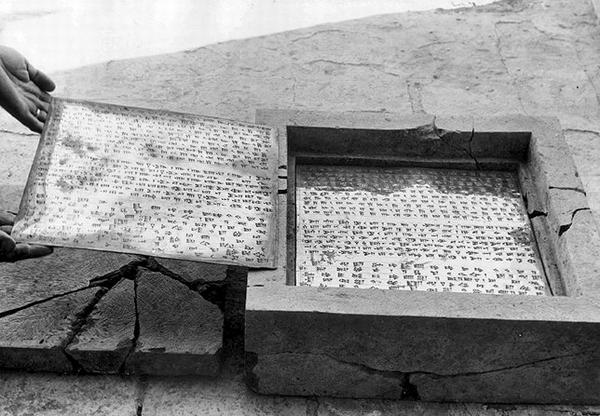
لوح کشف شده در قاب سنگی آپادانا؛ در زیر لوح سکه‌های طلایی و نقره‌ای بسیاری کشف شد.

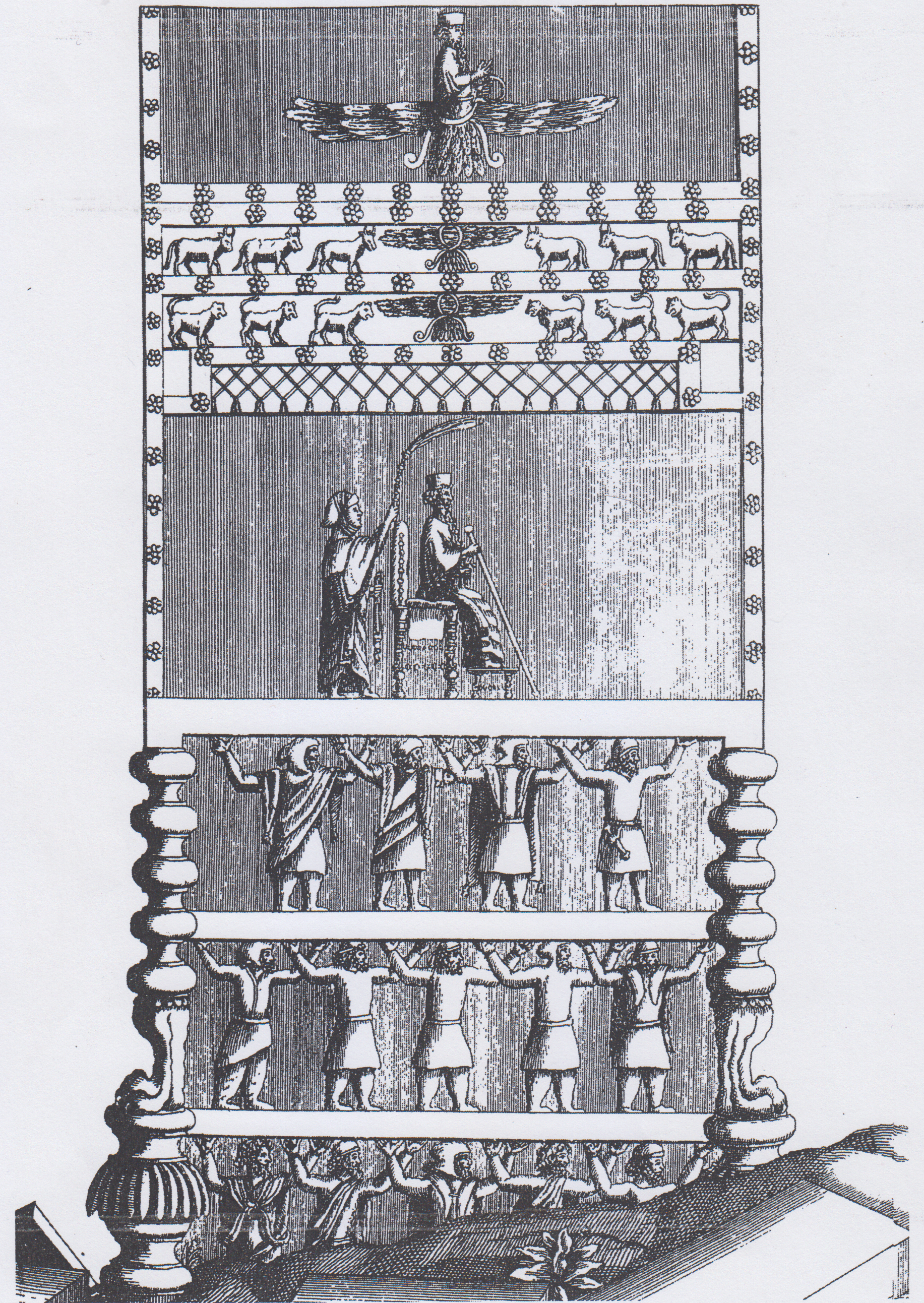
تخت بران در کتاب ژ شاردن (آمستردام ۱۷۳۵)

### نظریهٔ قتل بردیای واقعی به‌دست داریوش

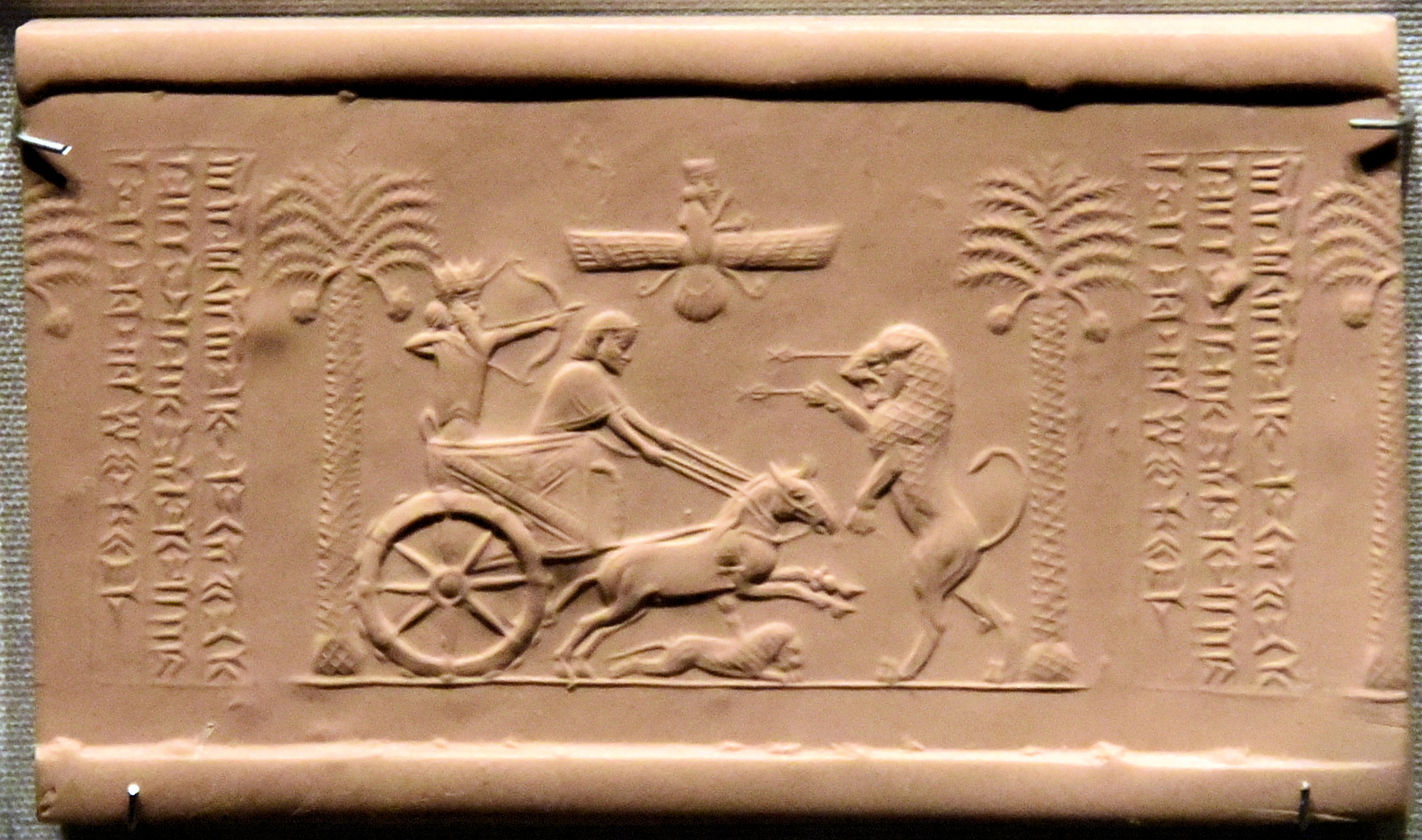
مُهر داریوش بزرگ سوار بر ارابه جنگی درحال شکار شیر با متن: «منم داریوش شاه بزرگ» (𐎠𐎭𐎶𐏐𐎭𐎠𐎼𐎹𐎺𐎢𐏁𐎴 𐏋, "adam Dārayavaʰuš xšāyaθiya")آدم دارایاوَهوش خشایائیا. موزه بریتانیا.

## تشکیلات داریوش بزرگ

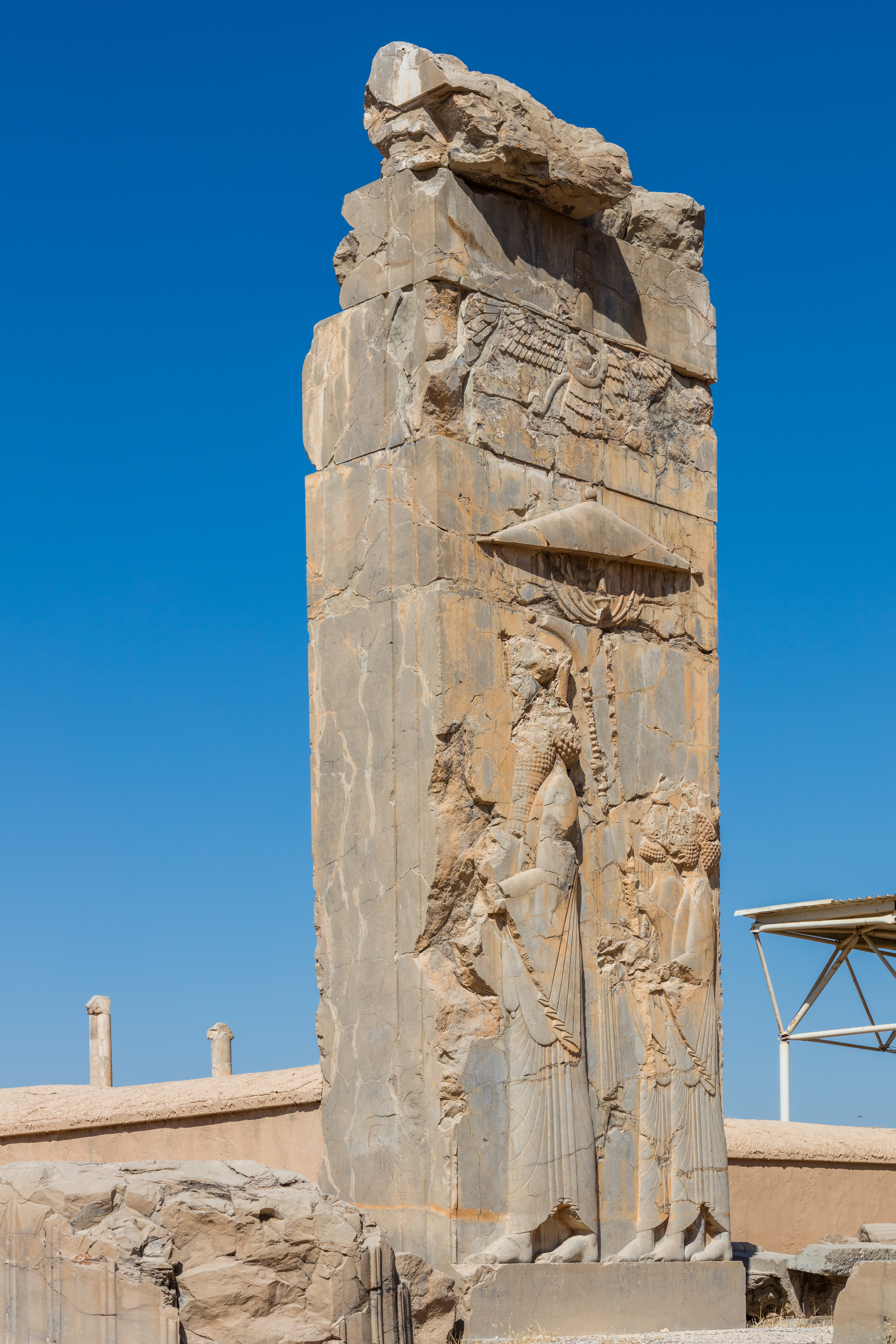
نقش‌برجستهٔ داریوش بزرگ در تخت جمشید.

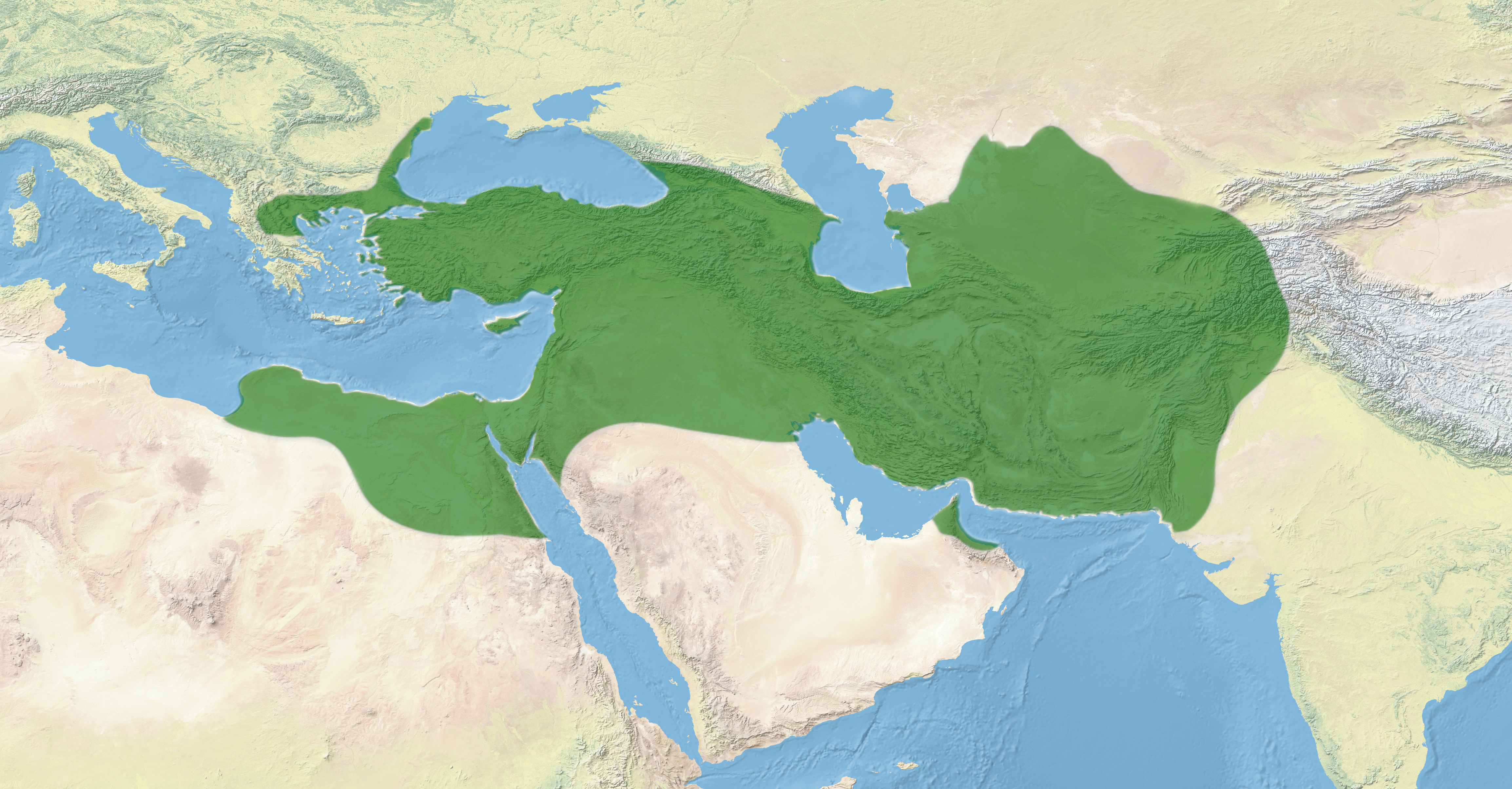
شاهنشاهی هخامنشی در بزرگ‌ترین اندازه خود، در زمان داریوش بزرگ.

### ایجاد راه شاهی

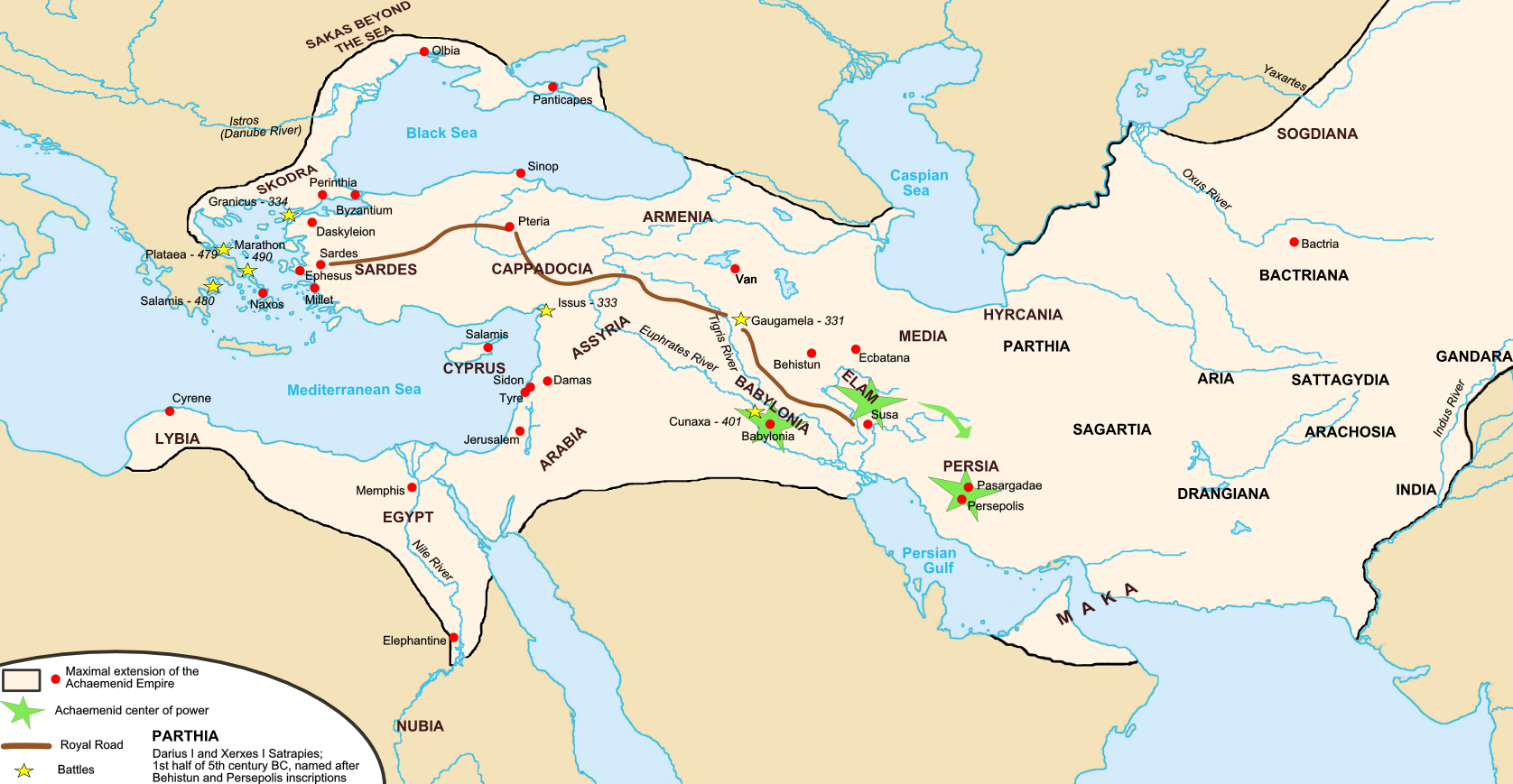
راه شاهی.

### تنظیم مالیات‌ها

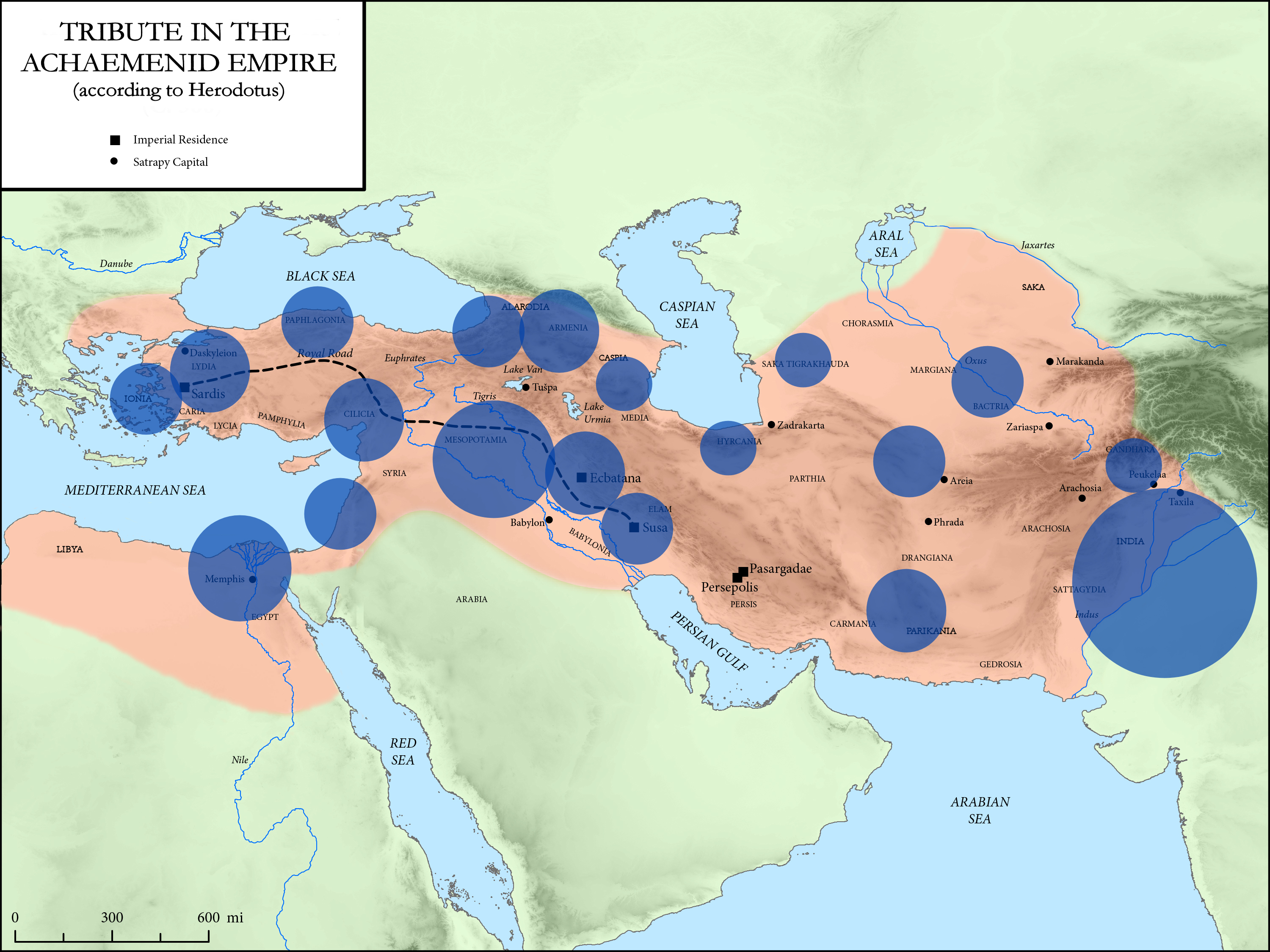
حجم خراج سالانه به ازای هر منطقه، در شاهنشاهی هخامنشی.

### ارتباط دادن دریای مدیترانه و دریای سرخ

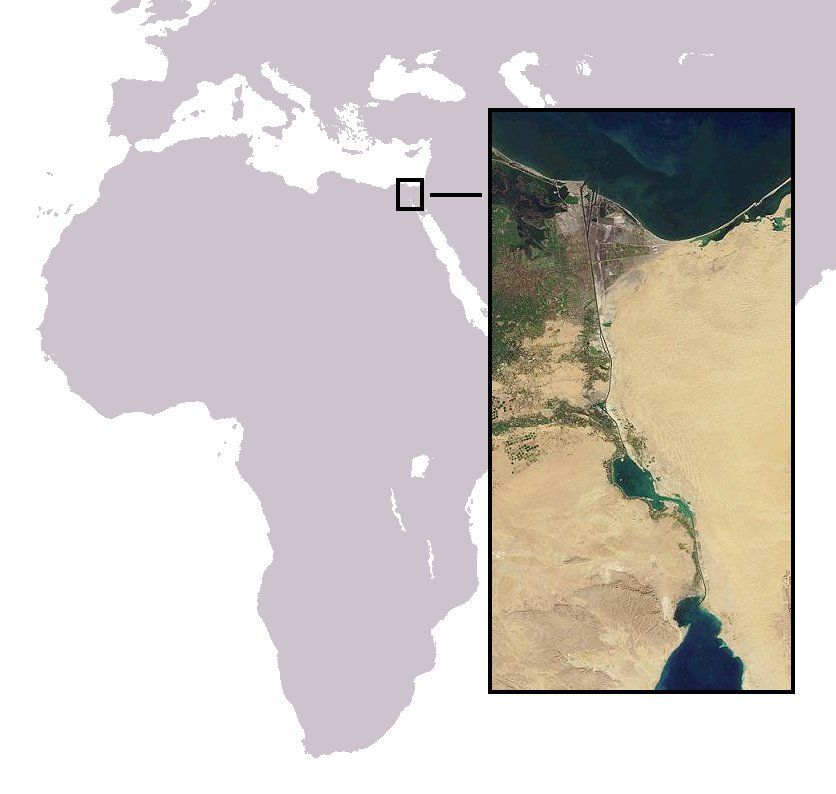
کانال سوئز

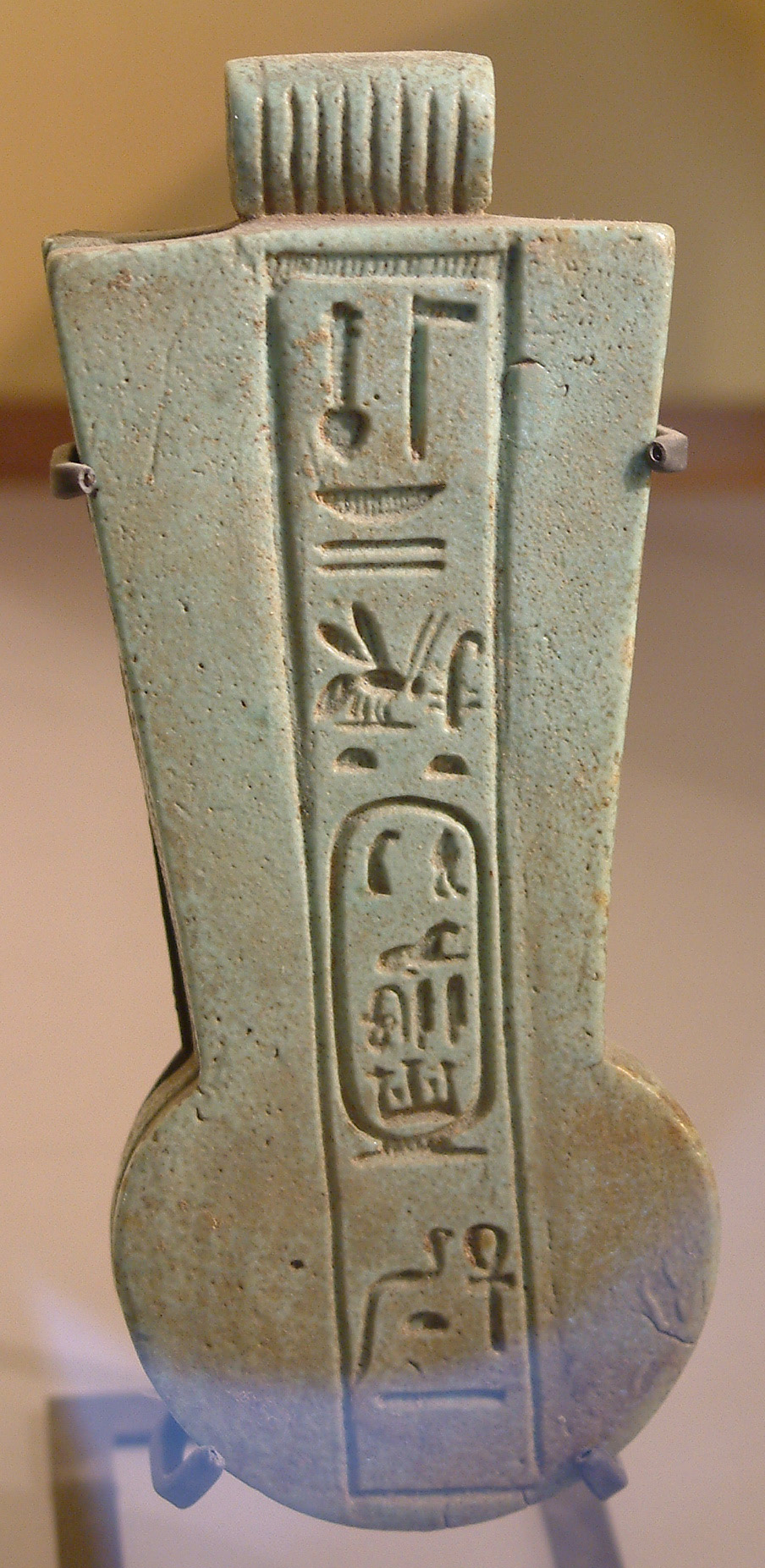
نشان سلطنتی داریوش بزرگ به زبان مصری

### یکسان کردن واحد پول و واحد اندازه‌گیری

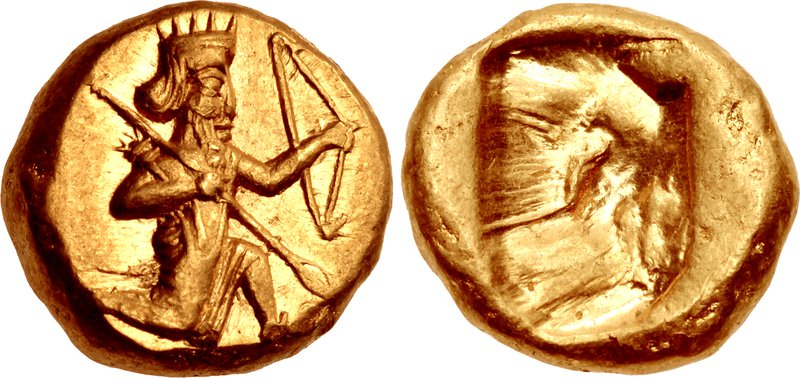
سکه دریک

### تدوین قانون مصر

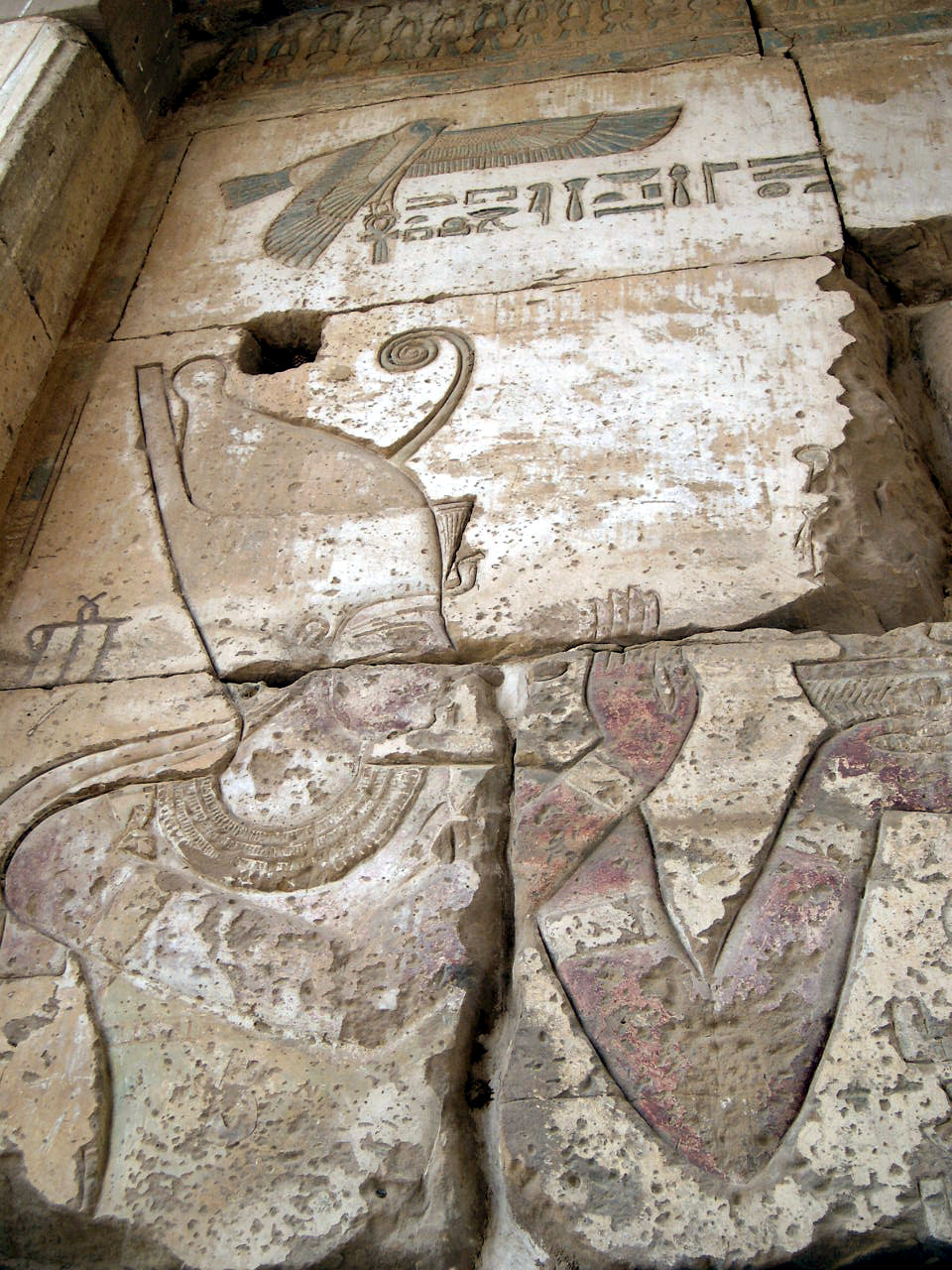
نقش داریوش بزرگ به عنوان فرعون مصر در پرستشگاه هیبیس.

### چکیده نبردهای داریوش بزرگ

### لشکرکشی به سرزمین سکاها

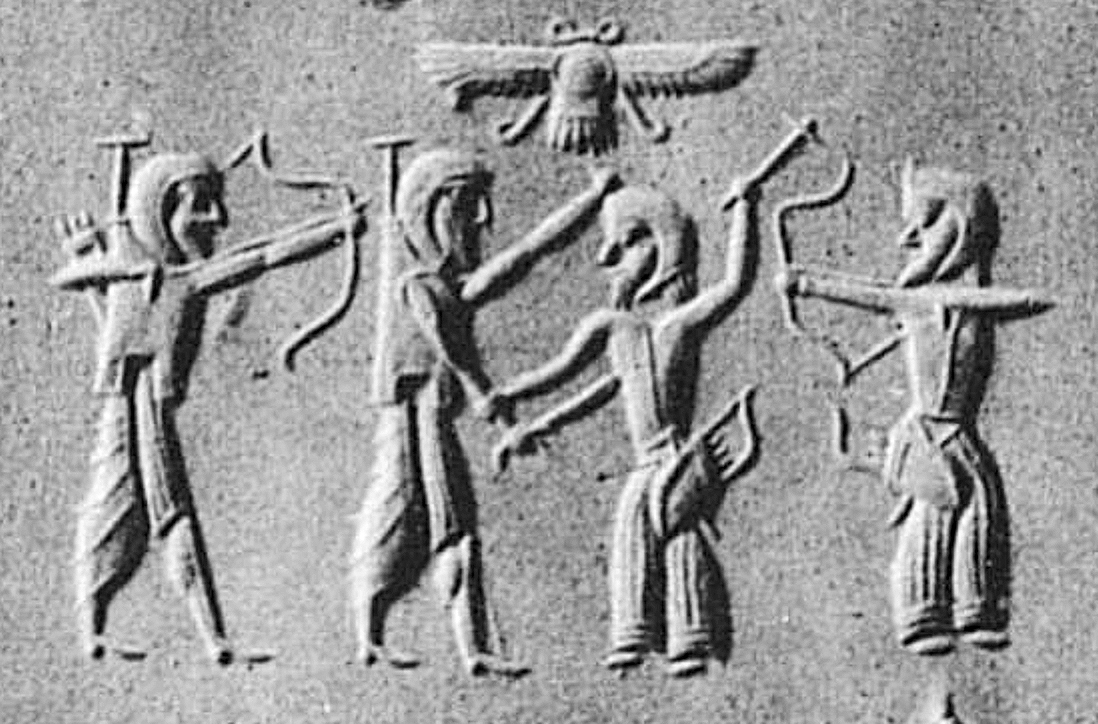
نقشی برگرفته از یک مهر استوانه‌ای که تقابل سربازان هخامنشی و سکاها را به تصویر کشیده‌است.